# 宋継鵬
宋 継鵬（そう けいほう、Song Jipeng、? - 1863年）は、清末の文賢教の乱の指導者の一人。
山東省兗州府鄒県の出身。白蓮教の支流の文賢教の教主であったが、1860年に済寧の郭鳳岡と鄆城の李八とともに挙兵し、天縦の年号を定め、官職を設置し、白蓮池（現在の白龍池）を根拠地とした。1861年に鄒県知県の軍を撃退するが、同年8月にセンゲリンチン（僧格林沁）の軍に白蓮地を破られた。しかし捻軍が大挙して山東省に入ると、文賢教軍は復活し、捻軍と連携して鄒県県城を破り、勢力は曲阜・泗水・滕県の境まで及んだ。1863年、センゲリンチン軍が再び白蓮池に侵攻すると、郭鳳岡と李八は捕らえられた。余党は于岡山と大歩頂で抵抗を続けたが、激戦の中で宋継鵬は戦死し、文賢教の乱は鎮圧された。